# 상하이 푸단 국제 학교
상하이 푸단 국제 학교(复旦大学附属中学国际部)는 중화인민공화국 상하이의 12년제 사립 국제학교다. 학비는 연간 7만 위안에 달하며 상하이에서 21번쨰로 학비가 비싼 학교다.

## 연혁
2002년에 개교했다.

## 같이 보기
- 국제학교

1. ↑  “COST OF INTERNATIONAL EDUCATION IN SHANGHAI” (PDF). 《St. James's Place Wealth Management》. |제목=에 라인 피드 문자가 있음(위치 32) (도움말)